# Microlepia trapeziformis
Microlepia trapeziformis là một loài thực vật có mạch trong họ Dennstaedtiaceae. Loài này được (Roxb.) Kuhn miêu tả khoa học đầu tiên năm 1882.